# Rooms Filled with Light
Rooms Filled With Light és el segon àlbum del grup londinenc d'indie folk Fanfarlo. El setembre del 2011 es va anunciar que ja estava enllestit. Després d'una petita gira per Espanya, entre el setembre i l'octubre del 2011, es va fer un avançament del disc amb el vídeo de "Replicate". Va ser gravat en una sessió de sis setmanes a Bryn Derwen (Gal·les), un estudi ubicat en una antiga pedrera de pissarra.

## Títol
Simon Balthazar, líder del grup, va declarar que el títol del disc és una nota que va trobar en una antiga llibreta seva. Va explicar que per a ell "Rooms Filled With Light" és un resum de la creació, però no la creació del món, sinó del que fan les persones, perquè diu que crear habitacions i omplir-les amb llum és una activitat humana moderna, essencial, que és com crear petits mons, i ho relaciona amb el fet de fer art o música.

## Llista de cançons
| Núm. | Títol                 | Durada |
| ---- | --------------------- | ------ |
| 1.   | «Replicate»           | 3:16   |
| 2.   | «Deconstruction»      | 4:58   |
| 3.   | «Lenslife»            | 3:41   |
| 4.   | «Shiny Things»        | 4:35   |
| 5.   | «Tunguska»            | 4:36   |
| 6.   | «Everything Turns»    | 2:07   |
| 7.   | «Tightrope»           | 4:16   |
| 8.   | «Feathers»            | 3:53   |
| 9.   | «Bones»               | 4:50   |
| 10.  | «Dig»                 | 3:12   |
| 11.  | «A Flood»             | 4:40   |
| 12.  | «Everything Resolves» | 0:40   |